# Municipio de Wisconsin
El municipio de Wisconsin (en inglés: Wisconsin Township) es un municipio ubicado en el condado de Jackson en el estado estadounidense de Minnesota. En el año 2010 tenía una población de 233 habitantes y una densidad poblacional de 2,54 personas por km².

## Geografía
El municipio de Wisconsin se encuentra ubicado en las coordenadas 43°37′52″N 94°54′52″O / 43.63111, -94.91444. Según la Oficina del Censo de los Estados Unidos, el municipio tiene una superficie total de 91.87 km², de la cual 91,87 km² corresponden a tierra firme y (0 %) 0 km² es agua.

## Demografía
Según el censo de 2010, había 233 personas residiendo en el municipio de Wisconsin. La densidad de población era de 2,54 hab./km². De los 233 habitantes, el municipio de Wisconsin estaba compuesto por el 100 % blancos. Del total de la población el 1,72 % eran hispanos o latinos de cualquier raza.